# Alexander Selkirk
Alexander Selkirk (1676 – 13 tháng 12 năm 1721) là một privateer và sĩ quan hải quân Scotland đã sống một mình bốn năm (1704-1709) ở đảo hoang sau khi bị thuyền trưởng của ông bỏ hoang trên một hòn đảo không người ở Nam Thái Bình Dương. Ông đã sống sót trước thử thách đó, nhưng qua đời vì căn bệnh nhiệt đới hàng chục năm sau, khi phục vụ trên tàu HMS Weymouth ngoài khơi Tây Phi.
Selkirk là một thanh niên ngỗ ngược, và tham gia các chuyến đi du lịch đến Nam Thái Bình Dương trong Chiến tranh kế vị Tây Ban Nha. Một chuyến thám hiểm như vậy là trên các cảng Cinque, được chỉ huy bởi Thomas Stradling dưới sự chỉ huy chung của William Dampier. Con tàu của Stradling dừng lại để tiếp tế tại Quần đảo Juan Fernández không có người ở, và Selkirk đánh giá tàu không đáng tin cậy và ông bị để lại ở đó.
Khi ông cuối cùng đã được giải cứu bởi theo trên tàu của tư nhân Anh Woodes Rogers, Selkirk đã trở thành một thợ săn lão luyện và biết tận dụng các nguồn tài nguyên mà ông tìm thấy trên hòn đảo này. Câu chuyện về sự tồn tại của ông đã được công bố rộng rãi sau khi họ trở về Anh, trở thành một nguồn cảm hứng cho nhân vật hư cấu văn Daniel Defoe Robinson Crusoe.

## Tiểu sử
Alexander Selkirk là con trai của một thợ đóng giày và thợ thuộc da ở Lower Largo, Fife, Scotland, sinh năm 1676. Khi còn trẻ, ông đã thể hiện khuynh hướng gây gổ và ngang bướng. Ông đã bị triệu tập trước một hội đồng nhà thờ trong tháng 8 năm 1693 vì "hành vi không đứng đắn trong nhà thờ" của mình, nhưng ông "không xuất hiện, đã đi biển." Ông đã trở lại tại Largo vào năm 1701, khi ông một lần nữa được sự chú ý của các giáo chức nhà thờ do đánh đập những người anh em của mình.
Ngay từ sớm, ông đã tham gia vào hoạt động buccaneering. Năm 1703, ông tham gia một đoàn thám hiểm tư nhân và nhà thám hiểm người Anh William Dampier đến Nam Thái Bình Dương, rời bến từ Kinsale ở Ireland vào ngày 11 tháng Chín. Họ mang theo những lá thư marque do Đô đốc ủy quyền cho các tàu buôn vũ trang của họ tấn công kẻ thù nước ngoài khi Chiến tranh Kế vị Tây Ban Nha sau đó đang diễn ra giữa Anh và Tây Ban Nha.. Dampier là thuyền trưởng của St George, và Selkirk phục vụ trên Cinque Ports, tàu đồng hành của St George, là chủ thuyền dưới quyền thuyền trưởng Thomas Stradling. Đến thời điểm này, Selkirk ắt hẳn phải có nhiều kinh nghiệm trên biển.
Vào tháng 2 năm 1704, sau một đoạn vượt sóng gió xung quanh mũi Horn, các privateer đã tham gia một trận chiến dài với một tàu được vũ trang tốt của Pháp, St Joseph, chỉ khiến nó trốn thoát nhằm cảnh báo các đồng minh của Tây Ban Nha đến về Thái Bình Dương. Một cuộc tấn công vào thị trấn khai thác vàng Panama Santa María thất bại khi nhóm đổ bộ của họ bị phục kích. Việc chiếm dữ dễ dàng Asunción, một tàu buôn nặng trĩu, làm sống lại hy vọng của những kẻ cướp bóc, và Selkirk được giao trách nhiệm phụ trách tàu chiến lợi phẩm. Dampier đã lấy một số hàng hóa cần thiết vào lúc đó gồm rượu vang, rượu mạnh, đường và bột mì; sau đó đột ngột thả tự do cho con tàu, cho rằng chiến lợi phẩm không đáng để cố gắng giành được. Trong tháng 5 năm 1704, Stradling quyết định từ bỏ Dampier bỏ anh ta lại một mình.